# Шебалков, Андрей Георгиевич
Андрей Георгиевич Шебалков (30 октября 1921 — 17 июня 1980) — советский мотострелок в годы Великой Отечественной войны. Герой Советского Союза (24.05.1945). Гвардии старший сержант.

## Биография
Родился 30 октября 1921 года в селе Горькая Балка ныне Советского района Ставропольского края.
Призван в Красную Армию в апреле 1941 года. Служил в 37-м танковом полку Киевского особого военного округа, полк дислоцировался в Тернопольской области. 
В боях Великой Отечественной войны с июня 1941 года. В составе полка на Юго-Западном и Южном фронтах оборонял Кременчуг и Пирятин, станции Гребёнки и Ремешиловку в Полтавской области, города в Харьковской области. В декабре 1941 года участвовал в Ростовской наступательной операции. В 1942 году воевал в составе 3-й танковой бригады, участвовал в боях в Донбассе и на Дону, затем на Сталинградском фронте с 12 августа по 11 сентября 1942 года. Награждён медалью «За оборону Сталинграда». 
В 1943-1944 годах был поваром в 15-й мотострелковой бригаде 16-го танкового корпуса. Несмотря на «тыловую» должность, награждён двумя боевыми медалями за храбрость при доставке горячей пищи бойцам на передовую под огнём в любой обстановке. Участник Курской битвы на Центральном фронте. Был ранен в сентябре 1941 года, в январе 1942, 5 июля 1943 и 30 июля 1944 года. Освобождал Украинскую ССР и Румынию. В 1944 году его перевели в мотострелковый батальон этой же танковой бригады (она к тому времени стала гвардейской) на должность заместителя командира отделения. 
Заместитель командира отделения автоматчиков 3 мотострелкового батальона 34-й гвардейской мотострелковой бригады 12-го гвардейского танкового корпуса 2-й гвардейской танковой армии 1-го Белорусского фронта гвардии старший сержант А. Г. Шебалков особо отличился в Висло-Одерской наступательной операции. В бою под городом Радзиев 19 января 1945 года при внезапном столкновении с противником, несмотря на сильный пулемётный огонь врага, первый спрыгнул с брони танка и бросился в укреплённый дом, из которого вели огонь немцы. Огнём из автомата уничтожил до 50 гитлеровцев и пленил 7 немецких солдат и офицеров, в результате чего спас колонну автомашин батальона и личный состав от вражеского огня. В боях за город Иновроцлав 21 января с группой 3 человек пробрался на центральную улицу города и смелым броском атаковал траншею противника, находящуюся на шоссейной дороге, откуда немцы вели огонь по танкам из фаустпатронов. Воспользовавшись замешательством врага, Шебалков огнём из автомата уничтожил 10 немцев и пленил 17 человек, гранатами вывел из строя 18 фаустпатронов, в результате чего он дал возможность нашим танкам ворваться на городскую улицу и очистить ее от немцев. 
За мужество и героизм Указом Президиума Верховного Совета СССР от 24 марта 1945 года гвардии старшему сержанту Шебалкову Андрею Георгиевичу присвоено звание Героя Советского Союза с вручением ордена Ленина и медали «Золотая Звезда». Член ВКП(б). В пятый раз ранен в Берлине.
8 ноября 1945 года награждён медалью «За победу над Германией».
Демобилизовавшись в октябре 1945 года, жил в селе Отрезок. Работал управляющим коопстройторгом Воронцово-Александровского райпотребсоюза. 11 апреля 1948 года арестован по обвинению в том, что «Шебалков А. Г. подготовляет и распространяет в адреса ЦК ВКП(б) и местных партийных органов анонимные письма резко антисоветского содержания, в которых возводит клевету на существующий в СССР государственный строй, призывает к свержению советской власти и высказывает террористические угрозы против партийно-советского актива». Лишён звания Героя Советского Союза и государственных наград. Осуждён на 10 лет лагерей. Срок отбывал в Горлаге (Норильск). Участвовал в забастовке заключенных в 4-м лагерном отделении.
В 1954 году освобождён. 11 ноября 1957 года восстановлен в звании Героя Советского Союза и в праве на награды. Жил в городе Зеленокумске Ставропольского края. Работал дежурным электриком в районных электросетях, слесарем и работником лаборатории на заводе «Электроаппарат», на кирпичном заводе, на гидростанции. Скончался 17 июня 1980 года. Реабилитирован был уже после своей кончины, в августе 1993 года.
Его именем названа улица в Зеленокумске. В 2016 году на здании средней школы № 8 села Горькая Балка Советского района Ставропольского края установлена мемориальная доска Герою Советского Союза  А. Г. Шебалкову.

## Награды
- Герой Советского Союза (24.03.1945)
- Орден Ленина (24.03.1945)
- Орден Красной Звезды (10.04.1945)
- Медаль «За отвагу» (26.09.1944)
- Медаль «За боевые заслуги» (14.07.1943)
- Медаль «За оборону Сталинграда»
- Медаль «За взятие Берлина»
- Другие медали СССР